# ロマンティック食堂
『ロマンティック食堂』（ロマンティックしょくどう）は、尾玉なみえの漫画作品。2005年10月19日集英社から発売。三枝まなお・おなまだ絵美・こおろぎあぽじ等の別のペンネームで描かれた作品も収録されている。

## 内容
- ポエム「非キャプテン」
- 指折り姫
- まま子とトシロー
- くノ一児童あこがれちゃん
- ポエム「ちくちくテスト」
- マコちゃんのリップクリーム～耳が隠れてる編～
- ポエム「漢学園校歌」
- 少年エスパーねじめ～丸くやわらか編～
- ポエム「にせボイン」
- プロレス・ビッグ・スター列伝
- トイレ童子おしりくん
- プロカメラマン★さべろう
- 昆虫大作戦 インセクトS～生態変～
- マコちゃんのリップクリーム～耳が出てる編～
- プロゼクトX
- ポエム「だいなし'87」「続だいなし'87」
- ビューティフル・ファミリア
- ポエム「混沌戦隊シゴニレンジャーの歌」
- 少年エスパーねじめ～角張って堅い編～
- ポエム「混沌音頭」
- 昆虫大作戦 インセクトS～採集変～